# Три сестры (спектакль МДТ)
«Три сестры» — спектакль Академического Малого Драматического театра — Театра Европы, поставленный режиссёром Львом Додиным в 2010 году по пьесе Антона Павловича Чехова «Три сестры»

## О спектакле
Спектакль «Три сестры» был срежиссирован Валерием Николаевичем Галендеевым, под руководством Художественного Руководителя МДТ — Льва Абрамовича Додина.
Премьера спектакля состоялась 9 октября 2010 года.
«Три Сестры»- спектакль невероятно красивый, простой и доступный. Он помогает понять и прочувствовать каждого героя в отдельности и весь ансамбль в целом. Спектакль Льва Додина отмечен эмоционально многогранным, точно и подробно проработанным исполнением почти всех главных ролей. Актерская работа насыщенна, чувства героев выведены на авансцену, спектакль концептуален и полностью опровергает штампованное представление о героях Чехова, как о робких страдальцах.
Спектакль «Три сестры» — спектакль о счастье, недостижимом, далёком, об ожидании счастья, которым живут герои. О бесплодных мечтах, иллюзиях, в которых проходит вся жизнь, о будущем, которое так и не наступает, а вместо него продолжается настоящее, безрадостное и лишённое надежд. Эта постановка — душераздирающее зрелище. Потерянные иллюзии, угасшие мечты, невозможная и упущенная любовь, потерянная в песках современности или разрушенная злым роком жизнь — все это обретает поистине небывалую силу.

Здесь Додин определенно заглянул за грань добра и зла в классически философском понимании этой, на первый взгляд, дихотомии. "По ту сторону" он обнаружил нечто пострашнее: безразличие, видимо, наиболее русский вариант "потусторонности".
Режиссёр спектакля Валерий Галендеев.
Обработанные аудиозаписи репетиций спектакля «Три сестры» опубликованы в книге «Лев Додин. Путешествие без конца. Погружение в миры. „Три сестры“», СПб, Балтийские сезоны, 2011).

## Создатели спектакля
- Постановка — Лев Додин
- Режиссер — Валерий Галендеев
- Художник — Александр Боровский
- Художник по свету — Дамир Исмагилов

## Награды
- Высшая Театральная премия Санкт-Петербурга"Золотой софит" (2011)
- Премия им. К.С. Станиславского в номинации "Событие сезона"  (2010/2011)
- Лучший драматический спектакль по версии Комитета по культуре Санкт-Петербурга (2010)

## Гастроли
- 2010 — Россия (Кириши)
- 2011 — Италия (Милан)
- 2012 — Франция (Лион), США (Нью-Йорк), Россия (Омск), Россия (Сургут), Эстония (Таллин), Россия (Москва), Франция (Париж)
- 2013 — Южная Корея (Сеул)
- 2014 — Франция (Париж), Россия (Ульяновск)
- 2015 — Россия (Старый Оскол), Россия (Железногорск), Россия (Красноярск), Россия (Петрозаводск)
- 2016 — США (Бостон)
- 2017 — США (Вашингтон), Россия (Новотроицк), Россия (Оренбург)
- 2019 – Великобритания (Лондон)

## Действующие лица и исполнители
Ольга — Ирина Тычинина
Маша — Елена Калинина,Ксения Раппопорт, Елизавета Боярская
Ирина — Елизавета Боярская, Надежда Некрасова, Екатерина Тарасова
Прозоров Андрей Сергеевич — Павел Грязнов, Александр Быковский
Наталья Ивановна, его невеста, потом жена — Екатерина Клеопина, Надежда Некрасова
Кулыгин Федор Ильич, учитель гимназии, муж Маши — Сергей Власов
Вершинин Александр Игнатьевич, подполковник, батарейный командир — Пётр Семак, Игорь Черневич
Тузенбах Николай Львович, барон, поручик — Сергей Курышев, Олег Рязанцев
Соленый Василий Васильевич, штабс-капитан — Станислав Никольский
Чебутыкин Иван Романович, военный доктор — Александр Завьялов, Сергей Курышев
Федотик — Данила Шевченко, Артур Козин
Родэ Владимир Карпович, подпоручик — Станислав Никольский, Евгений Серзин, Никита Сидоров
Ферапонт, сторож из земской управы, старик — Сергей Козырев, Александр Кошкарёв
Анфиса, нянька, старуха 80 лет — Татьяна Щуко, Наталья Акимова, Наталья Соколова
Горничная, — Полина Приходько, Екатерина Тарасова, Елена Соломонова, Арина Сумкина, Екатерина Решетникова, Полина Севастьянихина
Солдат — Анатолий Колибянов, Сергей Иванов

## Отзывы о спектакле
- «Спектакль полон неожиданностей — оказывается, в персонажах, которых мы привыкли считать смирными затрапезными существами, клокочет внутренний огонь. Все пары здесь — а неслучившиеся любови это конек Чехова — несоизмеримо более взрывные и эмоционально изматывающие, чем мне доводилось когда-либо видеть в других постановках. Даже финальные объятия Ирины с бароном Тузенбахом, ее женихом, умудряются сначала вызвать, а затем тут же убить наши надежды. Забудьте все, в чем вы уверены: у Додина поцелуй никогда не бывает просто поцелуем, это целый многотомный роман в миниатюре.» (Андрю Уайт)
- «Поверьте, благодаря всему ансамблю спектакля перед нами предстает целое сообщество людей, каждый момент жизни которых проработан до мельчайшей подробности, и именно этим подробностям и дивится с благодарностью настоящий театрал: как же можно вместить столько живого в такие мельчайшие единицы времени.»(Роберт Майкл Оливер)
- «Додин нагнетает напряжение не спеша, давая своим героям, представителям высшего среднего класса (которые так много тоскуют о будущем, словно предчувствуя, что совсем скоро все радикально изменится) промариноваться в собственном отчаянии три с хвостиком часа — но это настолько содержательные три часа, что вам совсем не захочется торопить время. Актерская игра роскошна, голоса неизменно великолепны — бросают ли эти актера друг другу отрывистые слова злобы, заливаются ли романтическими меланхолическими монологами.»(Нельсон Пресли)
- «Чувствуется, что режиссер и его очень хорошие артисты полностью присвоили эту пьесу и заслужили подсвечивать слова Чехова теми озарениями, до которых им удалось добраться.»(Джереми Годвин)
- «Здесь нет маленьких ролей. Каждый актер или актриса сами по себе могут уверенно держаться на первом плане — и в то же время они умеют идеально влиться в многочисленные общие картины взаимоотношений, которые созданы Додиным. Эти удивительно красиво построенные и освещенные картины отношений людей — как музейные портреты, они живут у тебя в памяти долгое время после конца спектакля.»(Хелен Эпштейн)
- «Результат оказался столь же захватывающим и волнующим, как сама жизнь, чему немало поспособствовали исключительные актеры. Эта пьеса Чехова по-прежнему душераздирающее зрелище, однако сейчас потерянные иллюзии, угасшие мечты, невозможная и упущенная любовь, потерянная в песках современности или разрушенная злым роком жизнь — все это обретает поистине небывалую силу.»(Фабьенн Дарж (Fabienne Darge))
- «Это спектакль крупных планов. Все чувства в нем вынесены на авансцену. Все события — на суд людской. Все надежды — на ладони. Концентрация душевной боли там — максимальная. Потому что это все про нас. Про наши тревоги, бесплодные поиски счастья и неизбежные обретения конца. Про умение надеяться и талант не разочаровываться. Даже если в самом начале жизни не остается ни одной иллюзии… У Додина в „Трех сестрах“ любят отчаянно и вопреки всякому здравому смыслу. Умеют думать, но не боятся чувствовать и говорить открыто о своих чувствах. А самое главное — имеют потребность любить.»(Ирина Корнеева)
- «…именно такой „сострадательный“ театр чем дальше, тем больше необходим.»(Екатерина Дмитриевская)
- «Без усилий поднимая „пять пудов любви“, Додин ставит спектакль о потребности чувства, равной инстинкту жизни. О людях, других и себя уничтожающих без любви и в любви. Все тут пронизано ее скрытым „великим трепетом“….»(Марина Токарева)

## Пресса о спектакле
- Алексей Бартошевич. «„ТРИ СЕСТРЫ“ В МДТ — ТЕАТРЕ ЕВРОПЫ» Блог ПТЖ, 12.10.2010
- Елена Герусова. «ГОВОРЯЩИЕ СТЕНЫ» Коммерсантъ. № 190. 13.10.2010
- Дмитрий Циликин. «НАДО (ЛИ?) ЖИТЬ» Время новостей. № 188. 14.10.2010
- Ольга Егошина. «СУДЬБЫ ТРЕХ СЕСТЕР» Новые Известия. 14.10.2010
- Дмитрий Циликин. «БЕСПРОСВЕТ» Деловой Петербург. 15.10.2010
- Анастасия Ким. «РАСПАХНУТАЯ ЗАМКНУТОСТЬ „ТРЕХ СЕСТЕР“» РБК daily. 18.10.2010
- Жанна Зарецкая. «РЕЦЕПТ ЧЕЛОВЕЧНОСТИ» Вечерний Петербург. 19.10.2010
- ВЛАДИМИР КАНТОР. «С судьбой надо бороться, даже если знаешь, что она тебя победит» Интервью с Львом Додиным ,Новые известия, 25.10.2010
- Алексей Бартошевич. «СВЕТ В КОНЦЕ ОТЧАЯНЬЯ» OpenSpace.ru. 26.10.2010
- Марина Токарева. «„И ГОРЬКО ПЛАЧУ Я, ЧТО МАЛО ЗНАЧУ Я…“» Новая газета. 31.10.2010
- Марина Давыдова. «ТАРАРАБУМБИЯ И РЕНИКСА» Известия. 01.11.2010
- Галина Коваленко. "ЛИШЬ БЫ ЛЕТЕЛИ… " Планета Красота. № 11/12. 2010
- Дмитрий Ренанский. "ПИСЬМО БАРТОШЕВИЧУ: ЕЩЕ РАЗ О ДОДИНСКИХ «ТРЕХ СЕСТРАХ»! ОpenSpace.ru. 02.11.2010
- Нинель Исмаилова. «РУССКАЯ ТОСКА» Культура. № 41. 28.10 — 10.11.2010
- Евгений Соколинский. «ВЫТЕСНЕНИЕ ЖИЗНИ» Pro-сцениум. № 19-20. Ноябрь 2010
- Роман Должанский. «СЕСТРЫ НЕ ВЯНУТ» Власть. № 48. 06.12.2010
- Марина Дмитревская. «ЛЬВЫ ЗИМОЙ И ОСЕНЬЮ» Культура. № 1. 13-19.01.2011
- Андрей Пронин. «НОЧЬ ПРИХОДИТ САМА» Империя драмы. № 43. Февраль 2011
- Алиса Никольская. «ЦЕЛУЮТ ВСЕГДА НЕ ТЕХ» Post.Scriptum.ru. 19.03.2011
- Ирина Корнеева. «ЧЕРЕЗ ДВЕСТИ-ТРИСТА ЛЕТ» Российская газета: Столичный выпуск № 59. 22.03.2011
- Марина Дмитревская. «ПЕРЕМЕЛЕТСЯ — КОФЕ БУДЕТ…», ПТЖ, 2011 г. № 1(63)
- Екатерина Дмитриевская. «КАК БЫ МНЕ ХОТЕЛОСЬ ДОКАЗАТЬ ВАМ, ЧТО СЧАСТЬЯ НЕТ» Экран и сцена. № 6. 2011
- Мария Катаева. «„Если бы знать!“… „Три сестры“ в постановке Льва Додина на сцене БАМ» runyweb. 23.04.2012
- Егор Королёв. "«Три сестры» МДТ // Лев Додин «Политграмота». 01.01.2012
- Фабьенн Дарж (Fabienne Darge). "«Три сестры» в прочтении Додина " «Le Monde», Франция, 17.11.2012
- Марина Давыдова. «Три сестры» cityout, 15.09.2014
- Валерий Галендеев. «СОЗНАТЕЛЬНЫЙ ЧЕХОВ („Три сестры“ в постановке Льва Додина)» сайт Академического Малого драматического театра — Театра Европы, 29.03.2011
- Чарльз Ишервуд. «Просто попытайтесь поверить: жизнь станет лучше» Газета Нью-Йорк Таймс
- «Сестры во тьме: о чем сегодня говорит Чехов» (Интервью с создателями спектакля) «Комсомольская правда- Ульяновск». 08.09.2014
- Интервью с Елизаветой Боярской. «Комсомольская правда- Ульяновск». 08.09.2014
- Елена Губайдуллина. «„Три сестры“ в постановке Льва Додина оказались трагедией» Известия. 19.10.2012
- Анна Банасюкевич. «„Три сестры“ Додина: под знаком тотального равнодушия» РИА Новаости, 19.10.2012
- Анна Коваева. "ЧЕХОВ. ДОДИН. «ТРИ СЕСТРЫ» Театрон, 30.10.2012
- Don Aucoin."Trapped far from Moscow in ArtsEmerson’s ‘Three Sisters’" bostonglobe, 03.03.2016
- Jack Craib. «ArtsEmerson’s „Three Sisters“: Sibling Ribaldry» southshorecritic, 03.03.2016
- Jeremy D. Goodwin. «Ice And Fire Co-Mingle In An Expert Take On Chekhov’s ‘Three Sisters’ At ArtsEmerson» TheArtEry, 04.03.2016
- Joyce Kulhawik. «THEATER: THREE SISTERS» joyceschoices, 05.03.2016
- Helen Epstein."Fuse Theater Review: Reasons to Love the Maly Drama Theatre’s «Three Sisters»" artsfuse, 04.03.2016
- Роберт Майкл Оливер. «Три Сестры» Малого Драматического Театра — Театра Европы в Центре Кеннеди."DCMetroTheaterArts,, 28/04/17
- Нельсон Пресли. «A ‘Three Sisters’ from Russia, with love and anguish» Газета «The Washington post», 27 апреля 2017
- Эндрю Уайт."BWW Review: Maly Drama Theatre’s Unforgettable, Explosive THREE SISTERS at the Kennedy Center" 28 апреля 2017
- Александр Проскуровский. "Пять пудов любви: в Новотроицке прошли гастроли МДТ -Театра Европы Информационный портал города Новотроицк, 01.07.2017